# Claudio Pollio
Claudio Pollio (Nápoles, Italia, 27 de mayo de 1958) es un deportista italiano retirado especialista en lucha libre olímpica donde llegó a ser campeón olímpico en Moscú 1980.

## Carrera deportiva
En los Juegos Olímpicos de 1980 celebrados en Moscú ganó la medalla de oro en lucha libre olímpica de pesos de hasta 48 kg, por delante del luchador norcoreano Jang Se-Hong (plata) y del soviético Sergei Kornilayev (bronce).